# Harriet Straub
Maria Hedwig Luitgardis Straub nació el 20 de enero de 1872 en Emmendingen, Brisgovia, Alemania. Se casó a los 18 años, pero fue un matrimonio muy corto. Estudió medicina y filosofía en Zurigo, Suiza, y Paris, Francia, donde hizo el doctorado en medicina. Trabajó durante diez años como médico para el gobierno francés en regiones rurales de la Argelia francesa. Entonces se casó con un noble irlandés, un tal O'Cunningham. Después de su segundo divorcio, al parecer a instancias de la familia irlandesa, mudó a Copenhague, Dinamarca, y Estocolmo, Suecia. En 1904 volvió a la Brisgovia para profundizar sus estudios de medicina en Friburgo de Brisgovia donde encontró a Fritz Mauthner, su verdadero compañero de vida. En 1909 se mudaron a Meersburg donde se casaron. Contribuyó al Wörterbuch der Philosophie (Diccionario de la Filosofía) y escribió sus propios libros, casi todos bajo el seudónimo Harriet Straub. Murió el 20 de junio de 1945 en Meersburg.

## Obras
- Beutter-Büchlein. Erinnerungen an unseren Katechten. 1909 (publicado bajo el nombre Hedwig O’Cunningham)
- Rupertsweiler Leut': Frauengeschichten vom Dorf. 1912
- Zerrissene Briefe. 1914
- Heiße Sonne. 1914
- Aischa. 1914
- Der schwarze Panther. 1916
- Frau Unwichtig. 1916
- Aus Anette Droste’s Leiden. 1924
- Vom mystischen Weg und Irrweg. 1925
- Die Araber in Algerien. 1925
- Fritz Mauthners Erbe. 1926 (publicado bajo el nombre Hedwig Mauthner)
- Die Droste in Meersburg. 1930
- Tat twam asi. 1931
- Wüstenabenteuer. 1932
- Umbrische Legende. 1933
- Das Wunderspiel (publicado en 1992 en el diario Badische Zeitung)

## Enlaces
- Wikimedia Commons alberga una categoría multimedia sobre Harriet Straub.

- Datos: Q1586154
- Multimedia: Harriet Straub / Q1586154